# SMS Mainz
SMS Mainz byl lehký křižník třídy Kolberg německého císařského námořnictva účastnící se bojů první světové války.

## Stavba

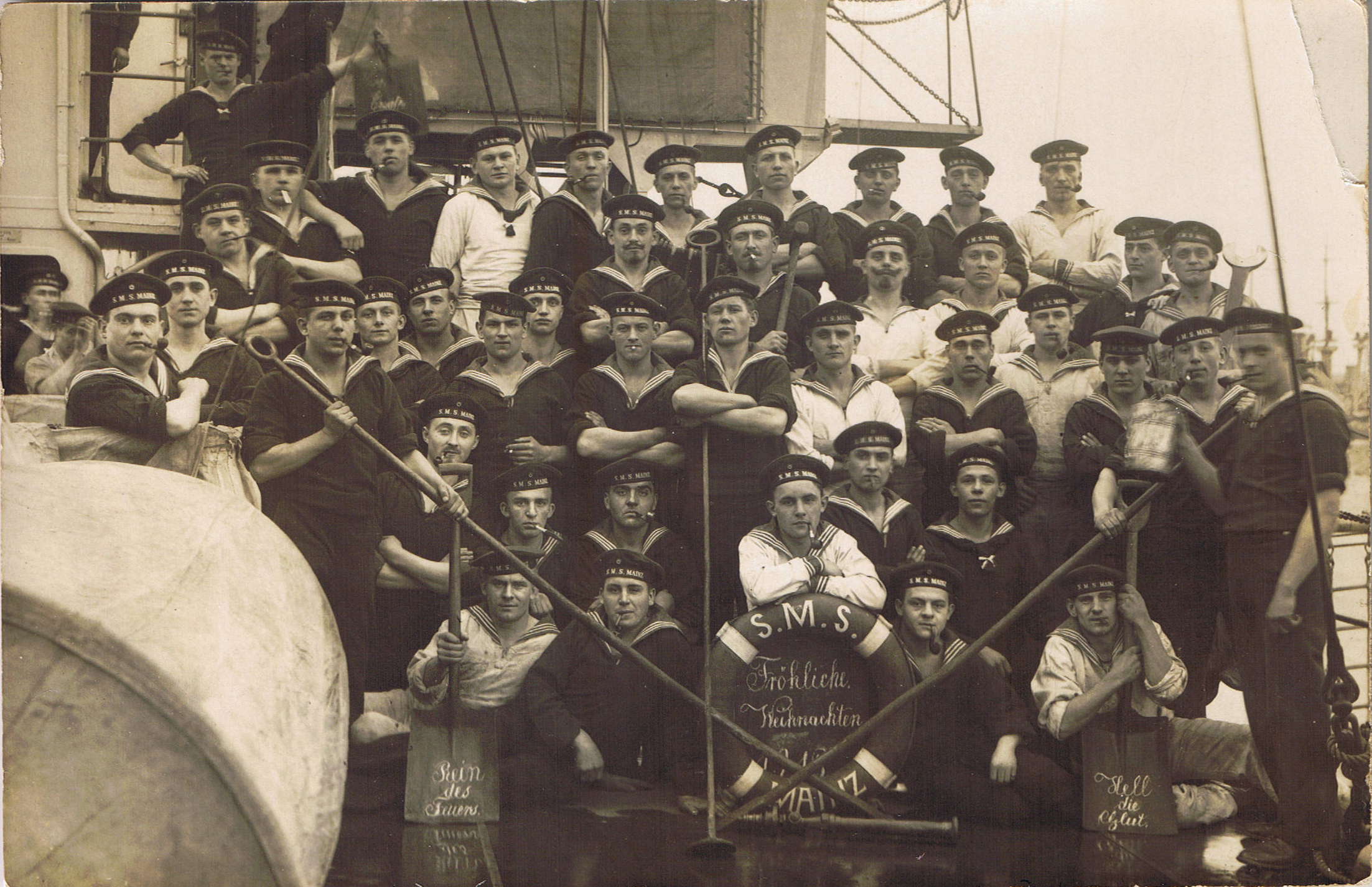
Posádka křižníku Mainz na Vánoce roku 1913

Křižník postavila německá loděnice AG Vulcan Stettin ve Štětíně. Kýl byl založen roku 1907, na vodu byl spuštěn roku 1909 a do služby byl přijat roku 1909.

## Služba

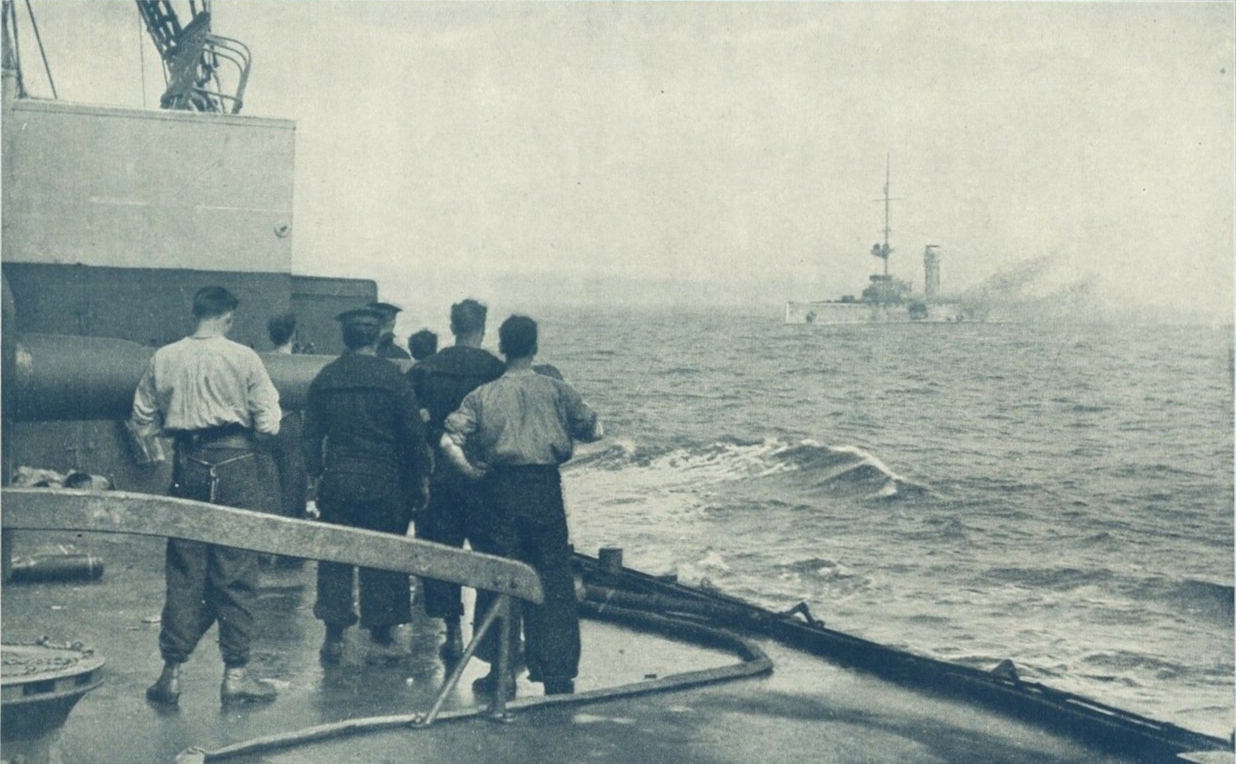
Britští námořníci pozorují hořící křižník SMS Mainz

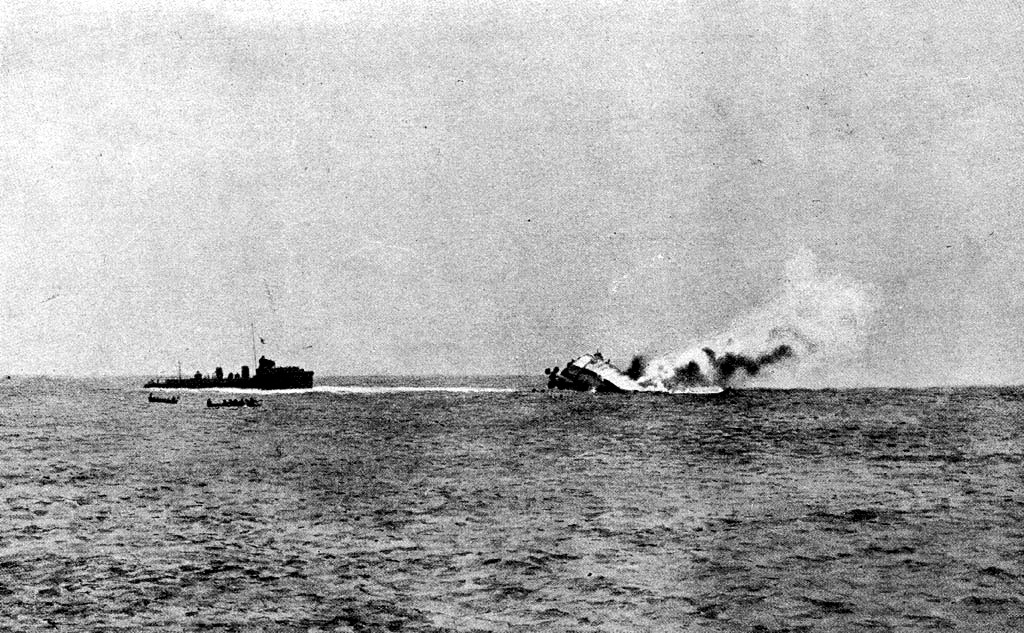
Potápějící se Mainz. Poblíž je britský torpédoborec HMS Lurcher a několik záchranných člunů

Na počátku první světové války sloužil u 2. předzvědné skupiny kontradmirála Leberechta Maaße začleněné do Předzvědného svazu kontradmirála Franze Hippera.
Ve dnech 23. až 26. srpna 1914 spolu s křižníkem SMS Stuttgart a minonoskami SMS Albatroß a SMS Nautilus podnikl operaci na zaminování ústí řek Tyne a Humber. Mainz poskytoval krytí Nautilovi, který nakladl 100 min u ústí Tyne, této dvojici se podařilo potopit jeden britský trawler. Po spojení s druhou skupinou potopily na cestě zpět dalších 6 hlídkových lodí.

### Potopení
Dne 28. srpna 1914 vpadl do Helgolandské zátoky britský svaz tvořený 5 bitevními křižníky, 8 lehkými křižníky a 33 torpédoborci. Jeho cílem bylo zničení německých lehkých hladinových sil v oblasti. Toho dne kotvil Mainz poblíž ostrova Borkum. Bitva začala okolo sedmé hodiny ranní, Mainz se na scéně objevil až krátce po jedenácté hodině, kdy zahájil palbu na nepřátelské torpédoborce útočící na křižník SMS Straßburg. Poté se dostal pod palbu čtyř britských křižníků (HMS Southampton, HMS Birmingham, HMS Liverpool a HMS Falmouth) a kapitán Paschen se rozhodl v tváří tvář nepřátelské přesile ustupovat směrem na jih. Tímto manévrem se ale dostal do blízkosti křižníku HMS Arethusa, poškozeného z předchozích bojů a stahujícího se zpět, a jeho doprovodu 20 torpédoborců. Torpédoborce na německý křižník bez otálení zaútočily, a přestože poškodil tři z nich (HMS Laertes, HMS Liberty a HMS Laurel), Mainz inkasoval zásah torpédem. Střelba britských křižníků pak Mainz decimovala, až dal kapitán Paschen ve 12.30 rozkaz opustit loď, která se potopila krátce po 13.10. Zahynulo 89 námořníků, dalších 348 Britové zajali.